# Faiveley Transport

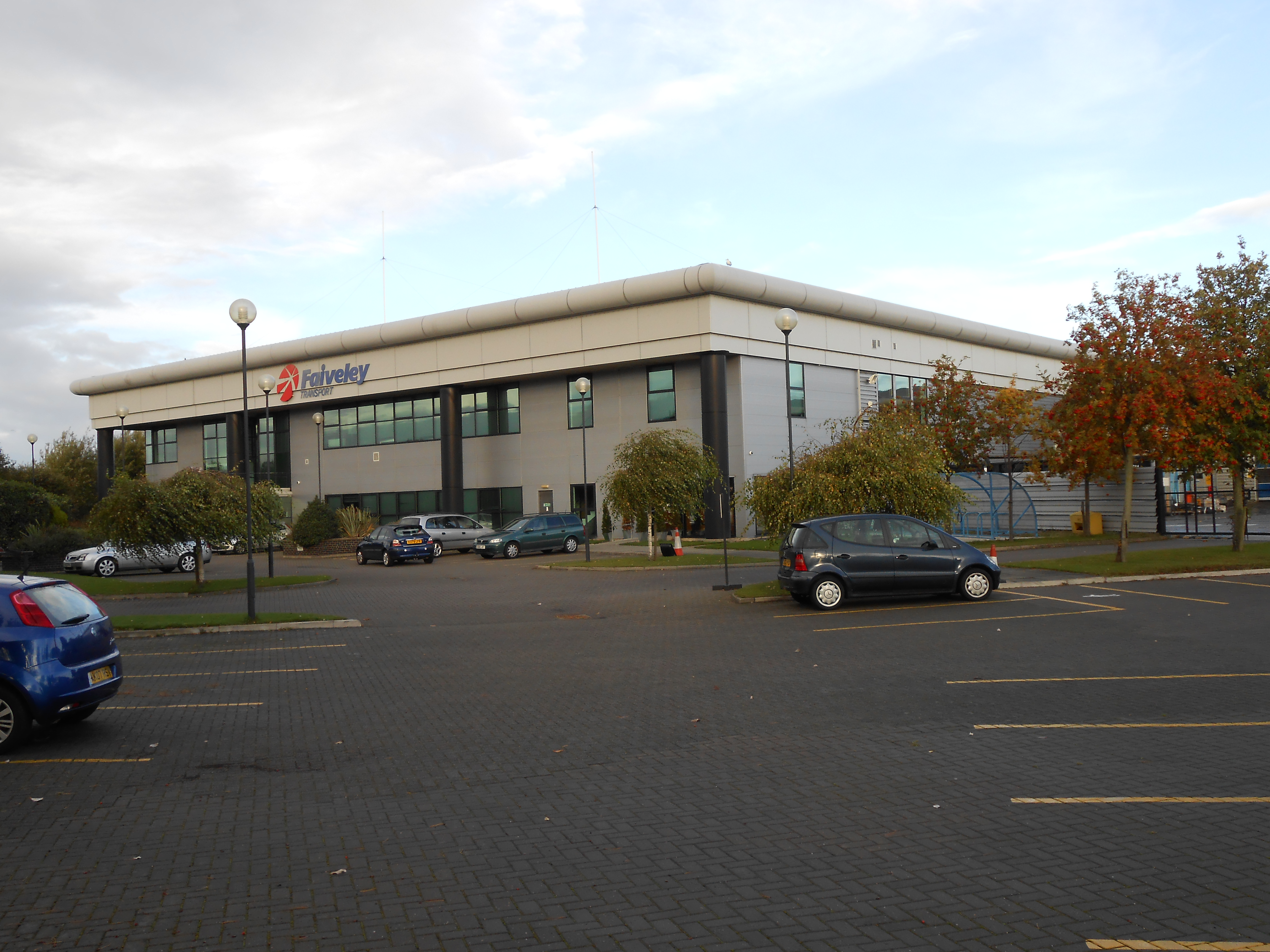
Standort im englischen Birkenhead

Die Faiveley Transport mit Sitz in Gennevilliers bei Paris (Frankreich) ist ein ehemals unabhängiger börsennotierter Anbieter von Bahnsystemen und Dienstleistungen. Das Unternehmen ist seit 2017 vollständig im Besitz des US-amerikanischen Bahnkonzerns Wabtec.

## Aktivitäten und Produkte
Der Faiveley-Konzern stellt folgende Produkte her: Klimaanlagen, Elektromechanik, Fahrzeug-Türen, Bahnsteigtüren, Fahrzeug-Elektronik, Bremsen und Fahrzeug-Kupplungen.
Das Unternehmen ist weltweit an 52 Standorten in 26 Ländern tätig; drei davon befinden sich in Deutschland, einer in der Schweiz. Die Aktivitäten in Europa, wo sich auch die Forschungs- und Entwicklungsabteilungen befinden, tragen 85 % zum Ergebnis bei, der Rest stammt aus den Märkten Nordamerika, China, Indien, Brasilien und Australien. Am größten deutschen Standort in Bochum, wo ungefähr 300 Beschäftigte einen Umsatz von mehr als 110 Mio. Euro erwirtschaften, werden Bremsgestänge, Bremsscheiben, Magnetschienenbremsen und Kupplungen entwickelt und gefertigt. Die Faiveley Transport Leipzig in Schkeuditz mit ungefähr 250 Mitarbeiter stellt Klimaanlagen her.
Faiveley fertigt Systeme für Reisezugwagen, wie Einstiegstüren, Schiebetritte, Abteiltüren, Bordnetzumrichter und Klimaanlagen. Für den Antriebsstrang liefert Faiveley Stromabnehmer, Schaltanlagen, Schütze und Hauptschalter sowie ganze Dachausrüstungen und Erdkontakte. Faiveley hat bis 2008 weltweit etwa 45.000 Stromabnehmer verkauft und lieferte auch die Stromabnehmer für die TGV-Rekordfahrt mit 515,3 km/h.
An elektronischen Geräten werden Fahrzeugleittechnik, Videoüberwachungssysteme und Geräte für die Fahrtenregistrierung sowie Systeme für die Fernübermittlung von Betriebs- und Wartungsdaten angeboten. Im Bereich Bremse fertigt Faiveley Fahrzeugbremsanlagen, Gleitschutzsysteme und Kompressoren. Weiter werden automatische Kupplungen hergestellt, die selbständig Bremsleitungen und elektrische Steuerleitungen verbinden können.

## Geschichte
Faiveley wurde 1919 gegründet und fertigte anfänglich elektromechanische Ausrüstungsteile für öffentliche Verkehrsmittel wie Taxi, U-Bahn und Reisezugwagen. Damals erfolgte auch ein Ausrüstungsauftrag für die Pariser Metro. Mit dem Ausbau der Untergrundbahn und dem elektrischen Zugbetrieb wurde das Firmenangebot um Stromabnehmer und automatische Türantriebe erweitert.
Seit 1984 gehört der 1950 gegründete französische Zulieferer Air-Industrie zur Faiveley-Gruppe. Seit 1968 gibt es den Geschäftsbereich Elektronik mit Schwerpunkt auf Schaltsystemen und Energieumwandlung, zu dem später auch speicherprogrammierbare Steuerungen für Klimaanlagen hinzugekommen sind.
1995 wurde die Hagenuk Fahrzeugklima GmbH von Faiveley erworben. Im November 2004 übernahm Faiveley Sab Wabco, eines der führenden europäischen Unternehmen für Schienenfahrzeug-Bremssysteme und Kupplungen, mit Firmensitz in Schweden. 2008 übernahm Faiveley Nowe, einen deutschen Hersteller von Sandstreueinrichtungen für Straßenbahnwagen, sowie einen chinesischen Kompressorenhersteller. Im Jahr 2010 ging Faiveley mit dem amerikanischen Hersteller von Güterwagen-Drehgestellen Amsted Rail ein Joint-Venture ein. Anfang 2011 übernahm Faiveley 80 % des Schweizer Unternehmens Urs Dolder AG, das auf die Herstellung von Heizsystemen spezialisiert ist.
2015 erwarb der US-amerikanische Konkurrent Wabtec 51 % des Kapitals von der Gründungsfamilie; die nötige Freigabe durch US- und EU Wettbewerbsbehörden lag erst Ende 2016 vor; Wabtec eröffnete in der Folge ein Pflichtangebot an die freien Aktionäre; bis März 2017 konnte der Anteil somit auf über 95 % der Anteile gesteigert werden, womit ein Squeeze-out möglich wurde. Seitdem befindet sich Faiveley vollständig im Besitz von Wabtec. Die Börsennotierung wurde dementsprechend zurückgezogen.